# Д’Аркур, Оде
Оде д’Аркур (фр. Odet d'Harcourt; ум. 9 ноября 1661) — французский военный и государственный деятель.

## Биография
Пятый сын Пьера д’Аркура, маркиза де Бёврон, и Жилонны Гойон де Матиньон.
Граф де Круази и де Сизе, маркиз де Тюри и де Ла-Мот-Аркур, барон де Сени, де Гренбок и прочее.
Был предназначен отцом к вступлению в Мальтийский орден, для чего в парижский Тампль в 1608 году были предоставлены доказательства знатности происхождения. Вторично предоставил их комиссии герцога де Сен-Симона и маркиза де Сурди 27 сентября 1659.
В 1627 году стал кампмейстером пехотного полка, в 1636 году произведен в лагерные маршалы.
Во время Фронды в июле 1651 был депутатом от бальяжа Кана.
Произведен в генерал-лейтенанты, был губернатором Фалеза.
19 июля 1652 пожалован в рыцари орденов короля, но орден Святого Духа так и не получил.

## Семья
Жена (29.09.1636): Мари дю Перье, графиня де Сизе, баронесса д'Амфревиль, дочь Жака дю Перье, сеньора д’Амфревиля, президента Руанского парламента, и Жанны де Лонге
Дочь:
- Жилонна Мари Луиза (1637—1664), маркиза де Тюри, баронесса де Мери, Клевиль и прочее. Муж (5.11.1651): Луи д’Аркур (ум. 1719), маркиз де Тюри. Поскольку жених был её двоюродным братом, потребовалось папское разрешение